# Archemachos von Euböa
Archemachos von Euböa (altgriechisch Ἀρχέμαχος) war ein antiker griechischer Lokalhistoriker. Er lebte wohl spätestens im 3. Jahrhundert v. Chr.
Archemachos schrieb in mindestens drei Büchern eine Lokalgeschichte über seine Heimatinsel Euböa (Εὐβοϊκά Euboika), von der nur sehr geringe Fragmente erhalten blieben. Der im 2. Jahrhundert v. Chr. lebende griechische Historiker und Grammatiker Apollodor von Athen beutete für die Lokalgeschichte ältere Autoren aus, zu denen auch Archemachos zählte, und Strabon referiert wiederum über Apollodor aus dem Werk des Archemachos über die Kureten. Demzufolge habe dieses wilde antike Volk in Chalkis auf Euböa gesiedelt und seine Männer hätten während des Lelantischen Kriegs mit an der Stirnfront kurz geschorenen Haaren gefochten, damit sie im Nahkampf nicht von ihren Gegnern gefasst werden konnten. Außerdem verfasste Archemachos ein ebenfalls verlorenes grammatisches Werk über Metonymie (Αἱ Μετωνυμίαι Hai Metonymiai).

## Ausgabe der Fragmente
- Felix Jacoby: Die Fragmente der griechischen Historiker (FGrH), Nr. 424.